# Lagash

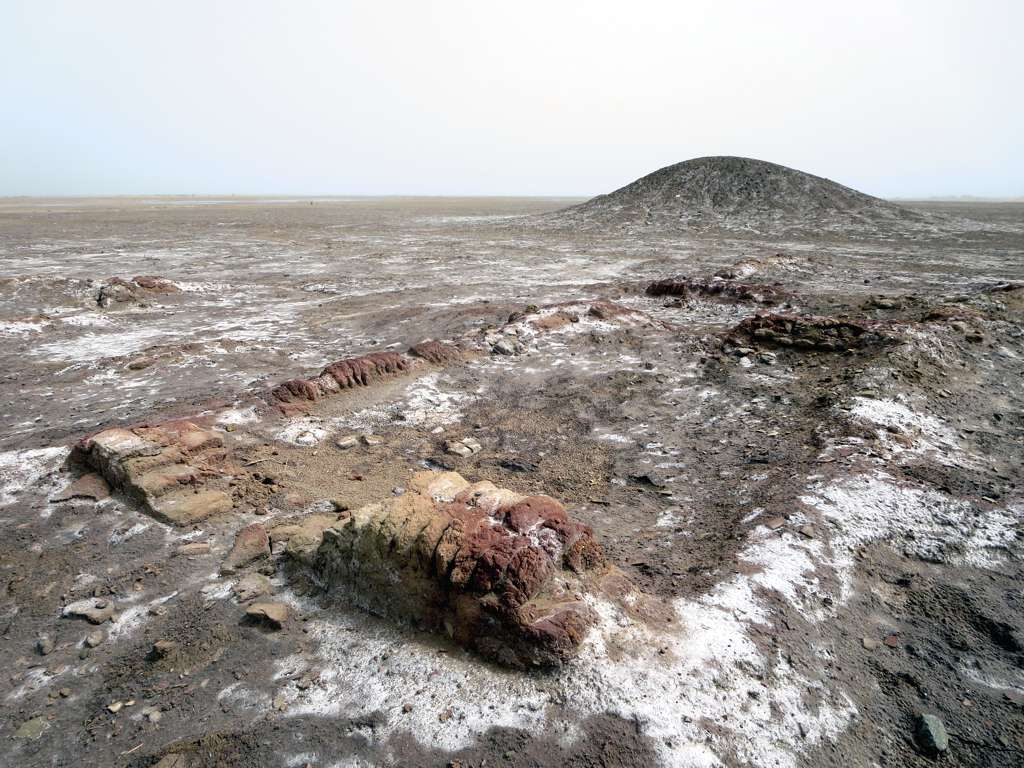
Rester av Lagash.

Lagash (arabiska al-Hiba) var en sumerisk stad som tillsammans med grannstaden Girsu bildade en viktig stadsstat i södra delen av nuvarande Irak mellan cirka 2500 f.Kr. och 2350 f.Kr. Det var en av de äldsta städerna i Mesopotamien. Staden förföll under Hammurabis tid.

## Historia
Av fynd i Girsu går att utröna att Lagash var en av de mer betydelsefulla städerna under sent 2000-tal f.Kr. Under perioden styrdes staden av självständiga kungar i en dynasti som börjar med kung Ur-nanshe. Lagash skall ha varit i konflikt med elamiterna i öst och staten Kish i norr. Framstående kungar för staten var Eanatum och Entemena som båda stred mot och besegrade staten Umma. Runt 2294–2270 f.Kr. hämnades Umma under kung Lugalzagesi och Lagash skall då ha förstörts. Dock omnämns även att akkadierna erövrade Lagash under skapandet av Akkadiska imperiet så helt förstörd lär staden inte ha blivit. I och med erövringen blev Lagash en vasallstat till akkadierna men den skall ha fortsatt spela en viktig roll som kulturellt centrum.
Efter att Akkadiska imperiet sammanföll blev Lagash återigen självständigt och styrdes av sina egna kungar (Ur-baba och hans efterträdare Gudea). De verkar ha bedrivit en hel del handel under perioden och hämtade cederträ från nuvarande Libanon samt deorit, koppar och guld från arabiska halvön. Gudea skall även ha stridit mot elamiterna och hans period på tronen markeras av stora artistiska framsteg. Under Gudeas tid flyttades huvudstaden för kungadömet från Lagash till Girsu. Strax efter Gudeas död inlemmades staten i kungadömet Ur som kom att skapa det kortlivade neo-sumeriska riket där den var en av huvudprovinserna. Området kom senare att tillfalla Babylon och verkar ha övergivits under den perioden. Den omnämns igen först när Seleukiderna byggde en fästning i området. Fästningen kom sedan att tillfalla Partien.

## Konflikt med Umma
2450 f.Kr. skall enligt gam-stelen ett krig ha utbrutit mellan Lagash och Umma rörande en gränskonflikt. Lagash som leddes av Eannatum gick segrande ur striden och tvingade Umma att betala tribut. Under 2300-talet f.Kr. inledde Umma två krig mot Lagash men förlorade båda. Först under Lugalzagesi (2294–2270) besegrades Lagash.

## Arkeologiska fynd
Arkeologiska utgrävningar, inledda av Ernest de Sarzec 1877–1901 och G. Cros 1903–1909 har bland annat dokumenterat ett tempel dedicerat till guden Ningirsu och ett annat till gudinnan Inanna.
Några härskare i den så kallade första dynastin:
- Ur-Nanshe
- Eannatum
- Entemena
- Uru-inim-gina

Några härskare i den så kallade andra dynastin:
- Ur-Bau
- Gudea